# Петар (Петроније) Јовановић
Петар (Петроније) „Мркша“ Јовановић (1710–1787) је био отац Карађорђа.

## Биографија
Петар (Петроније) „Мркша“ Јовановић је рођен у околини села Вишевца 1710. године. Син је Јована који је погинуо у боју са Турцима око 1715. године, а имао је два брата и двије сестре. Петар је имао брата Мирка Јовановића. Његова сестра је била удата за харамбашу Симу Рашовића. Оженио се Марицом Живковић. Сина Ђорђа је добио када је имао 52 године. У 64. години је код Баточине убио Турчина, због чега се одселио са породицом из Вишевца у село Загорица на позив аге Муле Хусеина да му ради око пчела.
По неким изворима, 1787. године, када је његов син Ђорђе убио неког Турчина штитећи част породице, кренули су бјежати у Аустрију. Када су поред насеља Стојник стали да се одморе, Петар одлучио да их све наговори да се врате у село, да оду код аге да им опрости и да наставе живити како су досад живјели, служећи Турке. Ђорђе и Марица су га молили да наставе пут, али је Петар узео своје ствари и кренуо назад у село. Рекао је да ће да каже аги гдје се налазе. Тада је Марица пришла Ђорђу и рекла да га убије. Ђорђе је то учинио када је видио да молба не помаже.
По другим изворима, Петар се са породицом одселио од Муле Хусеина свом тасту Петру Живковићу, оцу Петрове жене Марице. Тамо је и погинуо у једној чарци са Турцима 1781. године. Послије тога, Марица се поново удала за Петронија Тополца из Тополе. Затим, 1787. године, када су бјежали из села због убиства једног Турчина, одморили су се у Београдској нахији. Тада је Петроније узео ствари и кренуо назад говорећи да ће рећи аги гдје се налази. Затим је Карађорђе наредио Ђорђу Остојићу да га убије, што је овај и учинио.

## Породица

### Родитељи
| име   | слика | датум рођења | датум смрти |
| ----- | ----- | ------------ | ----------- |
| Јован |       |              |             |
| ?     |       |              |             |

### Супружник
| име             | слика | датум рођења | датум смрти |
| --------------- | ----- | ------------ | ----------- |
| Марица Живковић |       |              | 1811.       |

### Дјеца
| име                | слика | датум рођења | датум смрти    |
| ------------------ | ----- | ------------ | -------------- |
| Марија Петровић    |       |              |                |
| Милица Петровић    |       |              |                |
| Карађорђе Петровић |       | 1762.        | 26. јула 1817. |
| Марко Петровић     |       |              |                |
| Маринко Петровић   |       |              | 1806.          |
| Јован Петровић     |       |              |                |
| Милован Петровић   |       |              |                |